# Sveriges Sommeliergille
Sveriges Sommeliergille är en ideell förening  grundad 2011.
Initiativtagare till föreningen är Jonas Sandberg som också är dess ordförande. Vice ordförande och tävlingsansvarig är den tidigare nordiske mästaren i sommelierie, Totte Steneby. Föreningen har knutit utbildningar till sig då både studenter vid Restaurang- och hotellhögskolan Grythytte akademi, Gustibus Wine & Spirit Academy och vid Restaurangakademien automatiskt blir medlemmar i Sommeliergillet. Till föreningen är knutet ett råd, Sommelierrådet, som består av gastronomiska personligheter, bland andra Mischa Billing, lektor vid Grythytte akademi och kulturjournalisten Karsten Thurfjell.